# Leuconycta obliterata
Leuconycta obliterata là một loài bướm đêm trong họ Noctuidae.